# Università di Oslo
L'Università di Oslo (in norvegese: Universitetet i Oslo), è l'università più antica e secondo più grande della Norvegia e anche la più prestigiosa università scandinava. Situata nella capitale norvegese di Oslo, è stata fondata nel 1811 sul modello della recente istituzione dell'università di Berlino.  
L'università è stata fondata dal re danese precedente Federico VI di Danimarca, e era fino à 1939 conosciuto come Royal Frederick University (in norvegese: Det Kongelige Frederiks Universitet). 

## Struttura
L'università possiede le facoltà di Giurisprudenza, Medicina, Lettere, Matematica e Scienze Naturali, Odontoiatria, Scienze Sociali, Teologia. La Facoltà di Giurisprudenza si trova ancora presso il campus vecchio, presso il Teatro Nazionale, il Palazzo Reale e il Parlamento, mentre la maggior parte delle altre facoltà si trovano nella zona del campus moderno chiamato Blindern, costruito nel 1930. La Facoltà di Medicina è divisa tra i diversi ospedali universitari nella zona di Oslo.